# 真宮遺跡
真宮遺跡（しんぐういせき）は、愛知県岡崎市真宮町から六名1丁目にかけて所在する遺跡で、縄文時代から鎌倉時代までの複合遺跡である。国の史跡に指定されている。

## 概要
矢作川左岸の南北にのびる中位段丘上に位置し、1973年（昭和48年）の土地区画整理事業による工事中に偶然遺物包含層が発見された。これを契機に翌年より発掘調査が開始され現在までに十数回にわたる調査が実施されている。遺跡範囲は約4万平方メートルに及び、この内9,495.78平方メートルが1976年（昭和51年）に国の史跡の指定範囲となった。現在は遺跡保護のために実際の遺構は地下約1メートルに埋め戻されており、建物跡や方形周溝墓などを再現し史跡公園として整備がなされている。
これまでの調査成果からは、縄文時代の建物跡12棟、土器棺墓37基、土壙6基、弥生時代の方形周溝墓1基、古墳時代の竪穴建物跡11棟、奈良・平安時代の竪穴建物跡19棟と掘立柱建物1棟と埋甕2基などが検出されており、中世の渥美窯でつくられた祭祀用の小型の陶器も出土している。縄文時代は早期の土器から出土しているが、その主体は晩期にあり、土器をはじめとして石斧・石鏃・石皿・磨石などの日常生活道具とともに、精神生活の一端を示す石棒・石刀・石剣や土偶・岩偶・動物形土製品などの祭祀具も出土している。建物跡・土器棺墓とともにこの時代の人々の生活の全容を知り得る県内でも数少ない遺跡として重要視されている。方形周溝墓は弥生時代中期のもので、近接して集落跡のあったことを示唆している。奈良時代には遺跡北半に8棟の建物跡をはじめとして遺構が集中するが、次の平安時代には、前時代を引き継ぐ位置に掘立柱建物と5ともの建物跡、南半に新たに6棟の建物跡が営まれるなど集落の変遷過程がうかがわれる。特に平安時代については、出土遺物中に陰刻花文をもつ緑釉陶器が含まれることなどから、この遺跡を古代の官衙に比定する意見も出されている。縄文時代から中世にかけての人々の日常の営みをしるす複合遺跡は多いが、現在も史跡として保存されている例は少なく、本遺跡はその点で貴重である。
かつては出土品の大部分は岡崎市郷土館で展示されていたが同館の休館に伴い、岡崎市美術博物館で保管されている。
また、遺跡の一画には岡崎市埋蔵文化財整理事務所が置かれており、考古学専門の調査員により埋蔵文化財の調査研究及び整理等が行われている。

## 交通アクセス
- 愛知環状鉄道・愛知環状鉄道線「六名駅」から北に徒歩で約10分。
- 名鉄バス「中六名町」バス停から徒歩で約5分。